# ایزابل دی کاسترو
ایزابل دی کاسترو (پرتغالی: Isabel de Castro؛ ‏ ۱ اوت ۱۹۳۱ – ۲۳ نوامبر ۲۰۰۵) بازیگر اهل پرتغال بود.
از فیلم‌هایی که وی در آن نقش داشته‌است، می‌توان به دره آبراهام و تجارت منع‌شده اشاره کرد.